# La Romaine (village)
Ne doit pas être confondu avec La Romaine (réserve indienne).
Pour les articles homonymes, voir La Romaine.
La Romaine est un village compris dans le territoire de la municipalité de Côte-Nord-du-Golfe-du-Saint-Laurent, dans la MRC du Golfe-du-Saint-Laurent, dans la région administrative de la Côte-Nord, au Québec, Canada. Il est situé à environ 400 kilomètres à l'Est de Sept-Îles. Le village, administré par Côte-Nord-du-Golfe-du-Saint-Laurent, et la Unamen Shipu, administrée par les Montagnais d'Unamen Shipu, forment une agglomération où se côtoient un millier d'Innus (Montagnais), une centaine de Blancs et quelques familles de Malécites. Les deux entités, géographiquement indissociables, partagent certains services publics : aqueduc, égouts, réseau routier, bureau de poste, standard téléphonique, police, aéroport et port.